# Kira Kener
Kira Nicole Kener (ur. 11 sierpnia 1974 w San Jose) – amerykańska aktorka filmów pornograficznych.

## Życiorys

### Wczesne lata
Urodziła się w San Jose w stanie Kalifornia jako Stephanie Knain. Jej ojciec był Norwegiem, a matka Wietnamką.

### Kariera
Podobnie jak w przypadku wielu gwiazd porno, Kener zaczęła karierę w przemyśle dla dorosłych jako tancerka w Los Angeles, zanim w 1999 roku podpisała kontrakt z Vivid Video na lata 1999–2005.
Jej debiutanckim filmem były Pielęgniarki (Nurses).
W grudniu 2002 została ulubienicą magazynu „Penthouse”, a marcu 2002 pozowała dla „Playboya”. W 2004 wzięła udział w filmie dokumentalnym w reżyserii Timothy'ego Greenfielda-Sandersa Thinking XXX.
W 2011 magazyn „Complex” zamieścił ją na 35. miejscu listy „The Top 50 Hottest Asian Porn Stars of All Time”.
Związana była z Evanem Stone’em, Bobby Vitale, Markiem Davisem i Julianem.